# Brumunddal
Brumunddal är en tätort och stad som utgör centralort i Ringsakers kommun i Innlandet fylke i östra Norge. Orten ligger vid utloppet av älven Brumunda vid sjön Mjösas östra strand, cirka femton kilometer norr om staden Hamar. Brumunddal har en betydande industriell produktion relaterad till förädling av jord- och skogsbruksprodukter. Orten växte fram sedan järnvägen Dovrebanen öppnats mellan Hamar och Tretten 1894. Motorvägen på E6 går förbi Brumunddal. Orten fick status som stad (norska: by) 2010, något som då även tillkom Moelv i samma kommun.
Tidigare har orten tillhör dåvarande Hedmark fylke.

## Lite historia

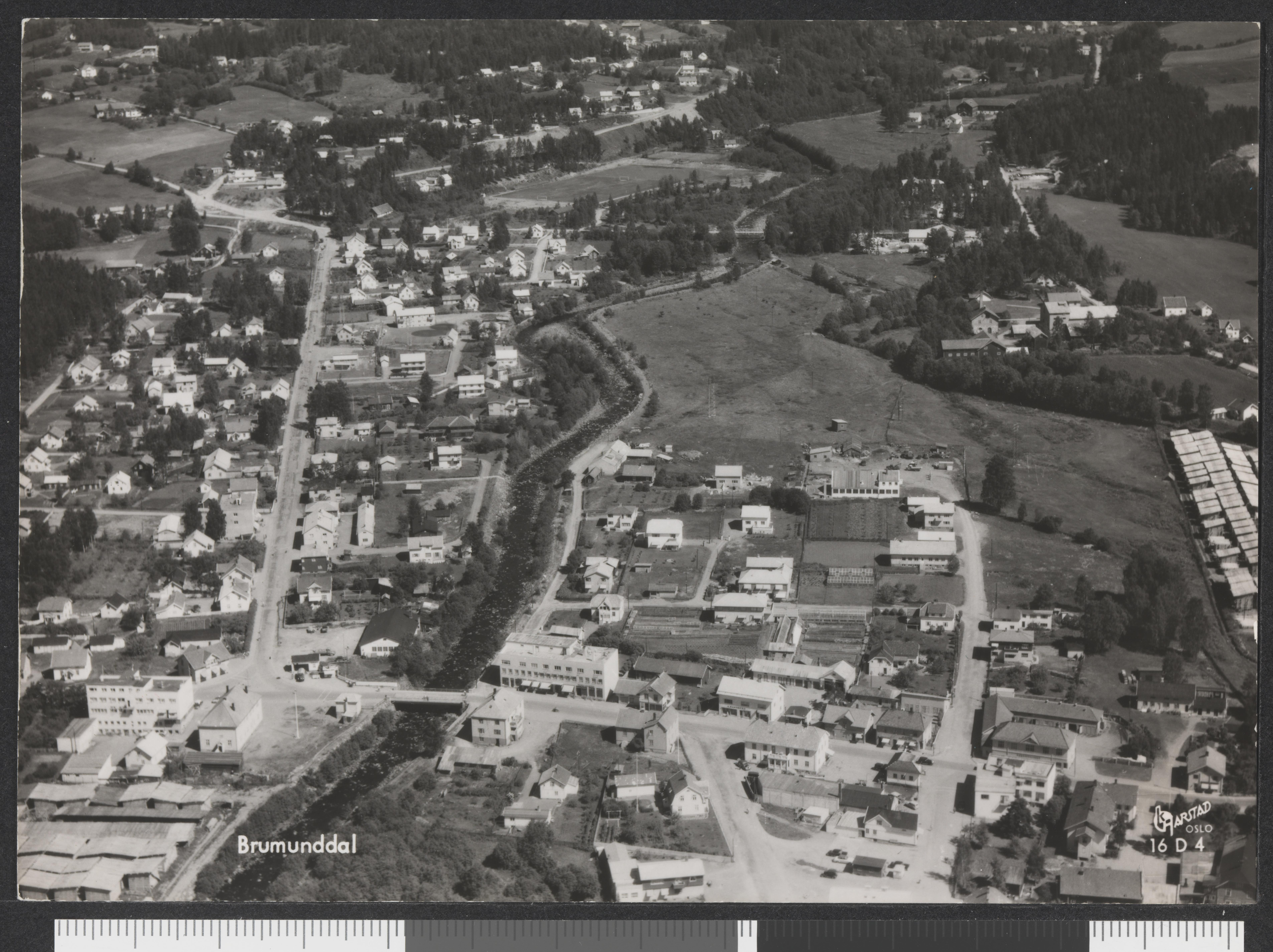
Flygfoto av Brumunddal på 1930-talet.

Under åren 1886-1889 färdigställdes vägen mellan Hamar och Brumunddal. Det var dock först efter öppnandet 1894 som Brumunddal uppstod som en by efter att Ringsakerbanan (idag Dovrebanen) öppnades från Hamar till Tretten 1894. Under den följande tiden växte mycket affärsverksamhet upp här, bland annat grundades Huseby mejeri 1898. Brumunddal har flera branscher relaterade till jord- och skogsbruk, särskilt träprodukter och möbel- och livsmedelsindustrin, samt kläd- och maskinindustrin, särskilt produktion av jordbruksmaskiner och utrustning. Två exempel på detta är Globus Maskinfabrikk, som grundades 1911, och trävaruföretaget Berger Langmoen A/S (idag Moelven Industrier ASA),
som blev Brumunddals största industriföretag och är en av Norges största trävaruproducenter.  
Så småningom växte bosättningen på båda sidor om älven, och staden blev en naturlig samlingspunkt för stora delar av tre kommuner: Ringsaker, Furnes och Nes. Brumunddal som centrum var således en viktig orsak till att Ringsaker slogs samman till en stor kommun 1964. 
Under 1980- och 1990-talen var arbetslösheten stor, särskilt bland ungdomar. Mellan 1700 och 2000 arbetstillfällen hade försvunnit inom några år. Det fanns mycket frustration bland invånarna i Brumunddal. Mycket av detta kan bero på bankkrisen i Norge 1987–1992, arbetslöshet, skyhöga räntor och finanskrisen bidrog till att ingen framtidsoptimist skapades.

2019 invigdes världens högsta träbyggnad i Brumunddal, Mjøstårnet.

## Järnväg
Brumunddal station ligger vid Brumunddal centrum och öppnades 1894 när järnvägsförbindelsen mellan Hamar och Tretten slutfördes. Idag stannar nattåg och intercitytåg vid stationen. Från Brumunddal station till Oslo S är det 139,90 kilometer.
Det finns planer för utveckling av dubbelspår mellan Brumunddal och Lillehammer. 
Planarbetet startade i mars 2020 och målet är ett godkänt planförslag under 2023. Planeringsprogrammet, som har antagits av Ringsaker kommun, rekommenderar Bane NOR att undersöka en korridor över Rudshøgda. Kommunen och Bane NOR samarbetar för att uppnå en bra planerings- och delaktighetsprocess genom hela planarbetet.